# Devriesia shelburniensis
Devriesia shelburniensis är en svampart som beskrevs av N.L. Nick. & Seifert 2004. Devriesia shelburniensis ingår i släktet Devriesia och familjen Teratosphaeriaceae.   Inga underarter finns listade i Catalogue of Life.